# توماس جاي كولفيلد
توماس جاي كولفيلد (بالإنجليزية: Thomas J. Caulfield)‏ هو مهندس معماري أمريكي، ولد في 23 ديسمبر 1939، وتوفي في 4 أكتوبر 2007 في بيركيلي في الولايات المتحدة.